# Ulrich Voß
Ulrich Voß (* 8. Juni 1938 in Rostock; † 11. Januar 2024) war ein deutscher Schauspieler, Regisseur und Romanautor.

## Leben
Ulrich Voß studierte von 1956 bis 1961 an der Universität Rostock Romanistik und Klassische Philologie, danach bis 1963 in einem Zweitstudium Schauspiel an der Theaterschule Rostock. Er wurde am Volkstheater Rostock engagiert und spielte zahlreiche Rollen auf der Bühne, im Film, Rundfunk und Fernsehen. Seine Synchronstimme lieh er Schauspielern wie Robert Mitchum, Toshirō Mifune, Lee Marvin, Anthony Quinn und Oliver Reed.
Seit 1978 arbeitete Ulrich Voß freiberuflich. Er gastierte oft in Berlin, am Deutschen Theater, am Berliner Ensemble, an der Volksbühne am Rosa-Luxemburg-Platz und am Theater im Palais. Von 1984 bis 1986 arbeitete Voß als Regisseur beim Rundfunk der DDR. Im Jahr 1986 kam er ins Ensemble der Volksbühne, arbeitete dort mit den Regisseuren Christoph Marthaler und Frank Castorf.
Seit den 1960er-Jahren erhielt Voß zahlreiche Rollen bei der DEFA und beim DDR-Fernsehen, zum Beispiel in Archiv des Todes und Front ohne Gnade. Im Fernsehen spielte er die Figur des Altbundeskanzlers Helmut Kohl in den Produktionen Rubikon und Aus Liebe zu Deutschland, und den Leichenbestatter Claas Peterson in Heiter bis tödlich: Nordisch herb. Im Kino übernahm er 2004 eine Episodenrolle in Alles auf Zucker!. In Lasko – Die Faust Gottes (2009) spielte er den Kardinal Clemenza. Auf der Bühne wirkte Voß zuletzt im Berliner Kriminal Theater.
Zwei Jahrzehnte lang war er zudem Dozent an der Berliner Hochschule für Schauspielkunst Ernst Busch.
Neben seinem Wirken als Schauspieler und Regisseur war Ulrich Voß über Jahrzehnte auch als Autor von Dramatik und Prosa tätig. Im Jahr 2015 erschien sein umfangreicher Gesellschafts-Roman Wolzogen. 2018 wurde der gesellschaftskritische Roman Dass es nicht wahr ist was ich weiß veröffentlicht und 2023 der Kriminalroman Der Tod hat ein liebes Gesicht.
Voß lebte in Hönow. Im Januar 2024 starb er im Alter von 85 Jahren.

## Filmografie

### Schauspieler
- 1965: Terra incognita
- 1967: Happy end
- 1970: Der rote Reiter
- 1979: Konsequenzen
- 1979: Ein offenes Haus (TV-Serie)
- 1980: Archiv des Todes (TV-Serie)
- 1980: Der Keiler vom Keilsberg (Fernsehlustspiel)
- 1980: Don Juan – Karl-Liebknecht-Str. 78
- 1980: Maxe Baumann: Max in Moritzhagen (TV)
- 1981: Polizeiruf 110: Nerze (Fernsehreihe)
- 1982: Das große Abenteuer des Kaspar Schmeck (TV)
- 1983: Pianke (Fernsehfilm)
- 1984: Front ohne Gnade (TV-Serie)
- 1984: Polizeiruf 110: Schwere Jahre (1. Teil) (Fernsehreihe)
- 1985: Die Leute von Züderow (TV-Reihe)
- 1985: Unternehmen Geigenkasten
- 1985: Händel aus Halle
- 1986: Ein Wigwam für die Störche (Fernsehfilm)
- 1989: Der Magdalenenbaum
- 1990: Versteckte Fallen
- 1991: Polizeiruf 110: Der Riß (Fernsehreihe)
- 1991: Letzte Liebe (Fernsehfilm)
- 1992: Begräbnis einer Gräfin (Fernsehfilm)
- 1994: Polizeiruf 110: Keine Liebe, kein Leben (Fernsehreihe)
- 1997: Not a Love Song
- 1999: Boom Town Berlin
- 2000: Dämonen (TV)
- 2001: Rubikon
- 2002: Der Job seines Lebens
- 2003: Der Idiot
- 2003: Aus Liebe zu Deutschland – Eine Spendenaffäre (TV)
- 2004: Alles auf Zucker!
- 2005: Abschnitt 40
- 2006: Geile Zeiten (TV)
- 2007: SOKO Wismar (TV-Serie, eine Folge)
- 2008: Küss mich, wenn es Liebe ist (TV)
- 2008: Transfer
- 2009: Lasko – Die Faust Gottes (TV-Serie)
- 2009: Lila, Lila
- 2010: Der letzte Auftritt
- 2010: Crashkurs
- 2011–2012: Heiter bis tödlich: Nordisch herb
- 2012: Donna Leon – Schöner Schein
- 2013: Tatort: Machtlos (TV-Reihe)
- 2014: Quatsch und die Nasenbärbande
- 2015: Der Bulle und das Landei – Goldrausch
- 2018: Nicht im Traum

### Synchronsprecher

#### Filme
- 1977: Für Jimmy Clem in Grauadler als Abe Stroud
- 1983: Für Bud Spencer in Hügel der blutigen Stiefel als Arch Hutch Bessy
- 1984: Für Sándor Szabó in Verheiratet mit einem Star als Teodor
- 1987: Für Michele Malaspina in Der Sohn des roten Korsaren als Governor von Rhodos
- 1989: Für Gabriele Ferzetti in In 80 Tagen um die Welt als Italienischer Polizeichef
- 1992: Für J. Farrell MacDonald in Herz am Scheideweg als Vater Ben
- 1995: Für Robert Mitchum in Dead Man als John Dickison
- 2001: Für Donald Sumpter in Enigma – Das Geheimnis als Leveret
- 2001: Für Norman Kaye in Moulin Rouge als Satines Arzt
- 2009: Für Robert Forster in Der Womanizer – Die Nacht der Ex-Freundinnen als Sergeant Volkom
- 2010: Für Saul Rubinek in Barney’s Version als Chamofsky

#### Serien
- 1992: Für Paul Birch in The Lone Ranger als Sheriff Brooks
- 1992–1995: Für Barry Corbin in Ausgerechnet Alaska als Maurice Minnifield
- 1997–1998: Für Ed Asner in Freakazoid! als Sergeant Mike Cosgrove
- 2000–2001: Für Stephen Mangan in Unten am Fluss als Bigwig
- 2000–2002: Für Jonathan Hardy in Farscape als Dominar Rygel XVI
- 2005: Für Fyvush Finkel in Boston Public als Harvy Lipschutz

## Theater

### Schauspieler
- 1964: Berta Waterstradt: Einen Ticki hat schließlich jeder (Spießbürger) – Regie: Wolfram Lindner (Volkstheater Rostock – Kleines Haus)
- 1965: Ernst Barlach: Der arme Vetter – Regie: Hanns Anselm Perten (Ernst-Barlach-Theater Güstrow)
- 1972: Lew Tolstoi: Krieg und Frieden – Regie: Horst Smiszek (Volkstheater Rostock – Großes Haus)
- 1973: Rolf Hochhuth: Die Hebamme (Priester) – Regie: Harry Erlich (Volkstheater Rostock – Großes Haus)
- 1976: Peter Weiss: Wie dem Herrn Mockinpott das Leiden ausgetrieben wird – Regie: Hanns Anselm Perten (Volkstheater Rostock – Ateliertheater)
- 1984: Michail Bulgakow: Die letzten Tage (Puschkin) – Regie: Friedo Solter (Theater im Palast Berlin)
- 1984: Antonio Gala: Die heilige Hure – Regie: Alejandro Quintana (Berliner Arbeiter-Theater – Studiotheater des Instituts für Schauspielregie)
- 1985: Peter Hacks: Die Binsen (Schäfer) – Regie: Eberhard Esche (Theater im Palast Berlin)
- 1986: Aristophanes: Die Vögel (Euelpides) – Regie: Ernstgeorg Hering/Helmut Straßburger (Volksbühne Berlin)
- 1989: Sławomir Mrożek: Emigranten – Regie: Werner Tietze/Richard Engel (Volksbühne Berlin – Theater im 3. Stock)
- 1992: William Shakespeare: König Lear (Freier) – Regie: Frank Castorf (Volksbühne Berlin)
- 1992: Lew Lunz: Stadt der Gerechtigkeit – Regie: Andreas Kriegenburg (Volksbühne Berlin)
- 2006: Anton Tschechow: Platonow – Regie: Luk Perceval (Schaubühne am Lehniner Platz Berlin)

### Regisseur
- 1976: Siegfried Pitschmann: Aviatiker (Volkstheater Rostock – Intimes Theater)
- 1977: Omar Saavedra Santis: Szenen wider die Nacht (Volkstheater Rostock – Teatro Lautaro)
- 1990: Friedrich Dürrenmatt: Abendstunde im Spätherbst (Volksbühne Berlin – Sternfoyer)
- 1991: Friedrich Dürrenmatt: Herkules und der Stall des Augias (Theater der Freundschaft Berlin)

## Hörspiele
- 1979: Michail Schatrow: Blaue Pferde auf rotem Gras (Bauer) – Regie: Peter Groeger (Hörspiel – Rundfunk der DDR)
- 1979: Alberto Molina: Beerdigung unter Bewachung (Allende) – Regie: Fritz Göhler (Hörspiel – Rundfunk der DDR)
- 1980: Silvia Schulz: Opa Rumpelstilzchen – Regie: Christa Kowalski (Kinderhörspiel/Kurzhörspiel aus der Reihe: Geschichten aus dem Hut – Rundfunk der DDR)
- 1980: Karl-Heinz Jakobs: Casanova in Dux (Feldkirchner) – Regie: Barbara Plensat (Hörspiel – Rundfunk der DDR)
- 1980: Walter Püschel: Das Schulschwein – Regie: Maritta Hübner (Kinderhörspiel – Rundfunk der DDR)
- 1980: Alfred Matusche: An beiden Ufern (Schließer) – Regie: Peter Groeger (Hörspiel – Rundfunk der DDR)
- 1981: Werner Buhss: Hotte, einfach Hotte (Mann/Mitropa) – Regie: Horst Liepach (Hörspiel – Rundfunk der DDR)
- 1981: Lothar Walsdorf: Hochzeit vorübergehend – Regie: Ingeborg Medschinski (Kinderhörspiel – Rundfunk der DDR)
- 1981: Günter Eich: Träume – Regie: Peter Groeger (Hörspiel – Rundfunk der DDR)
- 1981: László Hárs: Ich war einmal ... oder: Die Zimmerreiseabenteuer des Helden Buci (Wal) – Regie: Albrecht Surkau (Kinderhörspiel – Litera)
- 1982: Peter Hacks: Das Turmverlies – Geschichten von Henriette und Onkel Titus (Piel) – Regie: Fritz Göhler (Kinderhörspiel – Litera)
- 1982: Walentin Rasputin: Matjora (Bogodul) – Regie: Fritz Göhler (Hörspiel – Rundfunk der DDR)
- 1982: Anton Tschechow: Herzchen – Regie: Barbara Plensat (Hörspiel – Rundfunk der DDR)
- 1982: John Brinckman: Der Zweikampf zwischen Fuchs und Igel (Förster) – Regie: Eveline Fuhrmeister (Kinderhörspiel/Kurzhörspiel – Rundfunk der DDR)
- 1982: Brüder Grimm: Das singende springende Löweneckerchen (Fritz) – Regie: Jürgen Schmidt (Kinderhörspiel – Litera)
- 1982: Albert Wendt: Der Sauwetterwind (Doktor) – Regie: Christa Kowalski (Kinderhörspiel – Rundfunk der DDR; Übernahme durch Litera, 1985)
- 1983: Hans Christian Andersen: Die Schneekönigin (Rentier) – Regie: Uwe Haacke  (Kinderhörspiel – Rundfunk der DDR)
- 1983: Eva Dessarre: Das Meer kehrt stets zurück – Regie: Peter Groeger (Hörspiel – Rundfunk der DDR)
- 1983: August Strindberg: Ein Traumspiel (Indra) – Regie: Peter Groeger (Märchen für Erwachsene – Rundfunk der DDR)
- 1984: Zlatko Seselj: Die Abenteuer der kleinen Magdica (Ein Hengst) – Regie: Albrecht Surkau (Kinderhörspiel – Rundfunk der DDR)
- 1984: Brüder Grimm: Der Teufel mit den drei goldenen Haaren (Städter) – Regie: Maritta Hübner (Kinderhörspiel – Litera)
- 1985: Hans Siebe: Feuersteine (Kronbusch) – Regie: Werner Grunow (Kriminalhörspiel – Rundfunk der DDR)
- 1985: Eugen Eschner: Der Rattenfänger von Hameln – Regie: Norbert Speer (Kinderhörspiel – Rundfunk der DDR)
- 1985: Brüder Grimm: Hans im Glück (Kaufmann) – Regie: Norbert Speer (Kinderhörspiel – Litera)
- 1986: Stephan Göritz: Das sprechende Bild (Wirt) – Regie: Uwe Haacke (Kriminalhörspiel – Rundfunk der DDR)
- 1986: Georg Büchner: Woyzeck (Hauptmann) – Regie: Joachim Staritz (Hörspiel – Rundfunk der DDR)
- 1987: Selma Lagerlöf: Der Wechselbalg – Regie: Christa Kowalski (Hörspiel – Rundfunk der DDR)
- 1987: Manfred Müller: Die wunderbare Ziege (Henker) – Regie: Manfred Täubert (Kinderhörspiel – Rundfunk der DDR)
- 1987: Russisches Volksmärchen: Auf des Hechtes Geheiß (Wankanow) – Regie: Rüdiger Zeige (Kinderhörspiel – Rundfunk der DDR)
- 1987: Andreas Scheinert: Des Teufels Triller (Pastor) – Regie: Andreas Scheinert (Hörspiel – Litera)
- 1987: Fred Rodrian: Weihnachtsgeschichten (Weihnachtsmann) – Regie: Karin Lorenz (Kinderhörspiel – Litera)
- 1988: Pjotr Jerschow: Gorbunok, das Wunderpferdchen (Wal) – Regie: Norbert Speer (Kinderhörspiel – Rundfunk der DDR)
- 1989: Astrid Rösel: Picknick mit einem Toten (Richard Harris) – Regie: Detlef Kurzweg (Hörspiel – Rundfunk der DDR)
- 1989: Alexej Tolstoi: Gevatter Naúm (2. Kaufmann) – Regie: Rainer Schwarz (Kinderhörspiel – Litera)
- 1990: Lew Lunz: Die Stadt der Gerechtigkeit (Alter Soldat) – Regie: Peter Groeger (Hörspiel – Funkhaus Berlin)
- 1991: Waldemar Bonsels: Die Biene Maja (Heinz-Christoph, ein Brummer) – Regie: Werner Grunow (Kinderhörspiel – DS Kultur)
- 1991: Edgar Hilsenrath: Das Märchen vom letzten Gedanken (Wartans Vater Hagob) – Regie: Peter Groeger (Hörspiel – SFB/HR)
- 1992: Friedrich Gorenstein: Streit um Dostojewski – Regie: Walter Niklaus (Hörspiel – SFB/DS Kultur)
- 1992: Heinrich Traulsen: König und Besenbinder (Besenbinder) – Regie: Peter Groeger (Kinderhörspiel – DS Kultur)
- 1996: Karl Kirsch: Arthur – Regie: Albrecht Surkau (Kriminalhörspiel – DLR)
- 1997: Monika Lätzsch: Matjessaison – Regie: Günter Bommert (Hörspiel – MDR)
- 2011: Abe Kōbō: Die Frau in den Dünen (Abe) – Bearbeitung und Regie: Kai Grehn (Hörspielbearbeitung – NDR)
- 2013: E. M. Cioran: Vom Nachteil, geboren zu sein – Regie: Kai Grehn (Hörspiel – SWR)
- 2017: Mudar Alhaggi: Barsach – Regie: Erik Altorfer (Hörspiel – Deutschlandradio Kultur)